# Selachinematidae
Selachinematidae é uma família de nematóides pertencentes à ordem Desmodorida.
Géneros:
- Bendiella Leduc, 2013
- Cheironchus Cobb, 1917
- Demonema Cobb, 1894
- Desmotersia Neira & Decraemer, 2009
- Kosswigonema Gerlach, 1964
- Pseudocheironchus Leduc, 2013
- Synonchiella Cobb, 1933
- Synonchium Cobb, 1920
- Trogolaimus